# Robert Evans (producent)

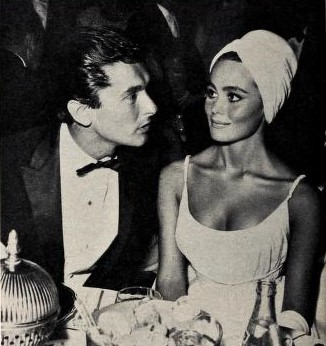
Robert Evans z pierwszą żoną (1961)

Robert Evans, właściwie Robert J. Shapera (ur. 29 czerwca 1930 w Nowym Jorku, zm. 26 października 2019 w Beverly Hills) – amerykański producent filmowy, m.in. takich produkcji hollywoodzkich jak Dziecko Rosemary (1968), Love Story (1970), Ojca chrzestnego (1972) i Chinatown (1974). Został uhonorowany nagrodą David di Donatello za Maratończyka (1976), a także otrzymał nominację do Oscara za Chinatown (1974). Posiada również gwiazdę na Hollywoodzkiej Alei Gwiazd.

## Życiorys
Urodził się w Nowym Jorku jako syn Florence (z domu Krasne), gospodyni domowej, która pochodziła z zamożnej rodziny, i Archiego Shapery, dentysty w Harlemie. Opisał oboje swoich rodziców jako „Żydów drugiego pokolenia”. W latach 30. XX wieku wychowywał się na Upper West Side w Nowym Jorku.
Karierę w show-biznesie rozpoczynał od występów aktorskich. We wczesnych latach pracował nad promocją dla Evan-Picone, firmy modowej założonej przez jego brata Charlesa, a także podkładał głos w programach radiowych. 6 listopada 1956 został zauważony na basenie przy hollywoodzkim hotelu przez aktorkę Normę Shearer, której tak się spodobał, że namówiła twórców filmu Człowiek tysiąca twarzy (1957), by wcielił się w nim w jej zmarłego męża, producenta Irvinga Thalberga w filmie. W tym samym roku Evans przykuł również uwagę Darryla F. Zanucka, który w 1957 obsadził go w roli torreadora Pedra Romero w adaptacji filmowej powieści Ernesta Hemingwaya Słońce też wschodzi (The Sun Also Rises), wbrew woli Avy Gardner i samego Hemingwaya. W 1959 wystąpił w produkcji 20th Century Fox Wszystko, co najlepsze (Best of Everything) z Hope Lange, Diane Baker i Joan Crawford.
Niezadowolony ze swojego talentu aktorskiego postanowił zostać producentem. Zaczął pracować jako szef produkcji dla wytwórni Paramount Pictures, dla której zadebiutował Detektywem z Frankiem Sinatrą w tytułowej roli, a także Lee Remick, Jackiem Klugmanem, Robertem Duvallem i Jacqueline Bisset. W kolejnych latach Evans odpowiadał już za największe sukcesy Paramountu – Dziecko Rosemary (1968) Polańskiego, Love Story (1970) Arthura Hillera, Ojca chrzestnego (1972) Coppoli, Serpico (1973) Sidneya Lumeta, Rozmowę (1974) Copppoli oraz Chinatown (1974) Polańskiego.
Wkrótce jednak Evans zdecydował się na porzucenie Paramountu i próbę niezależnej produkcji filmowej. Świetną passę kontynuował Maratończykiem (1976) Johna Schlesingera i Czarną niedzielą (1977) Johna Frankenheimera. Kolejne dwie produkcje – Cotton Club (1984) Coppoli i Dwóch Jake’ów (1990) nie dorównywały filmom z lat 70.
Był siedmiokrotnie żonaty i siedmiokrotnie rozwiedziony. Żadne z małżeństw nie trwało dłużej niż cztery lata. Najkrócej trwał zawarty w 1998 związek z Catherine Oxenberg, który został anulowany po dziewięciu dniach. Najgłośniejszym małżeństwem Evansa był związek z aktorką Ali MacGraw, z którą miał syna Josha (ur. 1971). Po raz ostatni wziął ślub w 2005, po swych 75. urodzinach, z Victorią White O’Garą, wdową po lordzie Gordonie White. Evans rozwiódł się po dziesięciu miesiącach, powołując się na „różnice nie do pogodzenia”.
W 1980 był aresztowany za przemyt kokainy. 10 czerwca 1983 został zamieszany w morderstwo biznesmena Roya Radina, wspólnika przy produkcji filmu Cotton Club. Uzależnienie od narkotyków i zmiany w systemie Hollywood sprawiły, że coraz trudniej było mu uzyskać fundusze na kolejne produkcje.
Dustin Hoffman w komediodramacie Fakty i akty (1997), za którą aktor otrzymał nominację do Oscara, przyznał, że grając rolę ekscentrycznego producenta filmowego Stanleya Motssa wzorował się właśnie na postaci Roberta Evansa.
W latach 90. Robert Evans powrócił do Paramountu, dla którego wyprodukował dreszczowce erotyczne – Sliver (1993) Phillipa Noyce’a z Sharon Stone i Williamem Baldwinem oraz Jade (1995) Williama Friedkina z Davidem Caruso i Lindą Fiorentino, ale obydwie produkcje okazały się jednak komercyjnymi klapami. Był też producentem Fantoma (1996) z Billy Zane, Świętego (1997) Phillipa Noyce’a z Valem Kilmerem, Nowych miastowych (1999) ze Steve’em Martinem i Goldie Hawn oraz Jak stracić chłopaka w 10 dni (2003) z Kate Hudson i Matthew McConaugheyem.
6 maja 1998, podczas przyjęcia na cześć reżysera Wesa Cravena, Evans przeszedł udar mózgu, w wyniku którego został częściowo sparaliżowany i stracił mowę. W wyniku długiego procesu rehabilitacyjnego udało mu się wrócić do stanu przed udarem.
W 2003 wyprodukował autobiograficzny animowany serial Kid Notorious, którego sam był bohaterem.
Zmarł 26 października 2019 w Beverly Hills w wieku 89 lat.

## Wybrana filmografia
- 1968: Dziecko Rosemary
- 1970: Love Story
- 1974: Ojciec chrzestny II
- 1974: Chinatown
- 1976: Maratończyk
- 1984: Cotton Club
- 1990: Dwóch Jake’ów
- 1993: Sliver
- 1997: Święty